# Mormon Doctrine

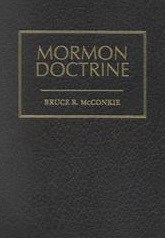
Okładka drugiego wydania (1966)

Mormon Doctrine – książka autorstwa Bruce’a McConkiego opublikowana po raz pierwszy w 1958.
Ukazała się nakładem niezależnego wydawnictwa Bookcraft w Salt Lake City. Jej autor był w owym czasie członkiem Pierwszego Kworum Siedemdziesięciu oraz zięciem starszego Josepha Fieldinga Smitha, członka Kworum Dwunastu Apostołów. Od 1972 do śmierci w 1985 sam posługiwał w Kworum Dwunastu. Została pomyślana jako mająca całościowy charakter encyklopedia. Na 776 stronach zawierała przeszło 2000 haseł, poświęconych tak doktrynie Kościoła Jezusa Chrystusa Świętych w Dniach Ostatnich, jak i historii tej wspólnoty. 
Po swojej początkowej publikacji wzbudziła znaczne kontrowersje, głównie z uwagi na swój ostry język, dogmatyzm oraz błędy doktrynalne. Zgodnie z nakazem najwyższych władz kościelnych została wycofana z obiegu. Powróciła do sprzedaży w 1966, w zrewidowanej i poszerzonej formie, licząc tym razem 856 stron. W 1979 doczekała się trzeciego wydania, w teorii wymuszonego chociażby rozszerzeniem dostępu do kapłaństwa, tak by było ono dostępne dla wszystkich godnych mężczyzn. Pozostawała w ofercie posiadanego przez Kościół Deseret Book do 2010.
Była pierwszą w historii próbą stworzenia encyklopedycznego kompendium teologii świętych w dniach ostatnich. Cieszyła się ogromną popularnością wśród wiernych, sprzedano łącznie kilkaset tysięcy jej egzemplarzy.
Nigdy nie stanowiła oficjalnej publikacji kościelnej. Powołuje się niemniej, poza pismami świętymi, głównie na Josepha Smitha, Josepha Fieldinga Smitha oraz na Josepha F. Smitha, zatem na postacie łączone przez wiernych zazwyczaj z bardzo ściśle rozumianą ortodoksją. Wielokrotnie cytowana przez publikowane przez Kościół książki i podręczniki, pozostaje też istotnym źródłem informacji przywoływanym podczas niedzielnych spotkań sakramentalnych czy spotkań kworów kapłańskich. Wyrażone w niej kontrowersyjne opinie, dotyczące kwestii rasowych, historii czy moralności, są obiektem ostrej krytyki, tak ze strony osób z Kościołem niezwiązanych, jak i świętych w dniach ostatnich. Pamiętana jest także ze względu na swój silny i wyrażany bardzo obrazowym językiem antykatolicyzm, jak również jednoznaczne opowiadanie się przeciwko teorii ewolucji.
Wywarła przemożny wpływ na ewolucję teologiczną dwudziestowiecznego mormonizmu, czyniąc zeń tradycję bardziej konserwatywną i bliższą chrześcijańskiemu fundamentalizmowi. Utrwaliła w nim także obecne już wcześniej tendencje do dosłownej interpretacji pism świętych, jak również tendencje autorytarne. Dała też dalszą podstawę do utrzymania się w mormońskim dyskursie teologicznym pochodzących z XIX stulecia spekulacyjnych i nieortodoksyjnych nauk.